# Vladimír Drbohlav
Vladimír Drbohlav (* 8. května 1953 Praha) je český sportovní komentátor působící v České televizi .
V roce 1971 nastoupil na Fakultu sociálních věd a publicistiky Univerzity Karlovy v Praze (dnešní Fakulta sociálních věd) a začal spolupracovat s Československou televizí jako externista. Roku 1978 se z externisty stal zaměstnancem – asistentem režie Redakce sportu. V roce 1983 začal komentovat atletiku, jež ho mediálně proslavila (tento rok také působil jako jisticí komentátor přenosů z MS v atletice), později přibyla další sportovní odvětví: kanoistika (1986–1993), Klasické lyžování (1992–2000) a vzpírání (1986–2004). V letech 1990–1995 moderoval sportovní zpravodajství ČST, respektive ČT Branky, body, vteřiny. Od roku 1995 koordinuje televizní ztvárnění sportovních přímých přenosů (nejen z atletiky). V letech 2007–2013 spolupracoval na vysílání přenosu z vyhlášení ankety Atlet roku. Je autorem mnoha televizních dokumentů, například pořadu s názvem Olympijský novověk, který dostal cenu na festivalu Sportfilm Liberec. Podílí se také na některých dílech magazínu V šachu České televize.
V současné době je Drbohlav vedoucím oddělení mezinárodních přenosů, to znamená, že jeho úkolem je dojednávat televizní vysílací práva pro Českou televizi na jednotlivé sportovní události. Je odborníkem na problematiku sportovní televizní strategie Evropské vysílací unie (EBU).
Vladimír Drbohlav je ženatý, má dvě děti (dcera Vanda a syn Vladimír). Je členem pléna Českého olympijského výboru, Českého klubu fair play a členem výboru Klubu sportovních novinářů ČR. Zajímá se o historii, cestování, sport, literaturu, ovládá čtyři jazyky. V květnu 2015 převzal Cenu Oty Pavla.

## Významnější akce v poslední době
Vladimír byl čtrnáctkrát účastníkem výpravy na olympijských hrách, z toho jedenáctkrát jako tzv. teamleader, vedoucí štábu ČT.
- 2000 – LOH Sydney (vedoucí štábu ČT, komentátor atletiky, vzpírání a ceremoniálů)
- 2001 – MS atletika Edmonton (komentátor)
- 2002 – ZOH Salt Lake City (komentátor ceremoniálů, vedoucí štábu), ME atletika Mnichov (komentátor)
- 2003 – MS atletika Paříž (komentátor)
- 2004 – LOH Atény (komentátor atletiky, vzpírání a ceremoniálů, vedoucí štábu)
- 2005 – MS atletika Helsinky (komentátor)
- 2006 – ZOH Turín (komentátor ceremoniálů, vedoucí štábu ČT), ME atletika Göteborg (komentátor)
- 2007 – MS atletika Ósaka (komentátor)
- 2008 – LOH Peking (komentátor ceremoniálů, vedoucí štábu ČT, komentátor atletiky)
- 2009 – MS klasické lyžování Liberec (koordinátor vysílacích práv zahraničním TV společnostem), MS hokej Švýcarsko (vedoucí štábu ČT)
- 2009 – MS atletika Berlín (komentátor)
- 2010 – ZOH Vancouver (komentátor ceremoniálů, vedoucí štábu ČT), MS hokej Mannheim a Kolín nad Rýnem (vedoucí štábu ČT,MS v basketbalu žen 2010 Brno, Karlovy Vary a Ostrava(koordinátor vysílacích práv zahraničním TV společnostem)
- 2011 – MS hokej Bratislava a Košice (vedoucí štábu ČT)
- 2012 – MS hokej Stockholm a Helsinky (vedoucí štábu ČT)
- 2012 – Letní olympijské hry Londýn 2012 (komentátor ceremoniálů, komentátor atletiky,vedoucí štábu ČT)
- 2013 – MS biatlon 2013 Nové Město na Moravě (koordinace vysílacích práv zahraničním TV společnostem)
- 2013 – MS hokej Helsinky a Stockholm (koordinace mezinárodního přenosu)